# Santianes (Ribadesella)
Santianes (oficialmente en asturiano: Santianes del Agua) es una parroquia del concejo de Ribadesella, en el Principado de Asturias (España). Alberga una población de 171 habitantes (INE 2006) en 106 viviendas. Ocupa una extensión de 14,45 km². Está situada a 5 km de la capital del concejo. Se celebra la festividad de San Juan.
Entra en su web ( como no me deja poner enlaces) busca web de santianes del agua.

## Barrios
- Llovio
- Fríes
- Omedina
- Santianes (Santianes del Agua)

- Datos: Q7420413